# Meridiano 117 oeste
El meridiano 117 oeste de Greenwich es una línea de longitud que se extiende desde el Polo Norte atravesando el océano Ártico, América del Norte, el océano Pacífico, el océano Antártico y la Antártida hasta el Polo Sur.
El meridiano 117 oeste forma un gran círculo con el meridiano 63 este.
Comenzando en el Polo Norte y dirigiéndose hacia el Polo Sur, el meridiano 117 oeste pasa a través de:
| Coordenadas                         | País, territorio o mar         | Notas |
| ----------------------------------- | ------------------------------ | --- |
| 90°0′N 117°0′O / 90.000, -117.000   | Océano Ártico                  | |
| 77°28′N 117°0′O / 77.467, -117.000  | Canadá                         | Territorios del Noroeste - Isla del Príncipe Patrick                                                      |
| 76°20′N 117°0′O / 76.333, -117.000  | Fitzwilliam Strait             | |
| 76°12′N 117°0′O / 76.200, -117.000  | Kellett Strait                 | |
| 75°44′N 117°0′O / 75.733, -117.000  | Canadá                         | Territorios del Noroeste - Isla Melville                                                                  |
| 75°9′N 117°0′O / 75.150, -117.000   | Estrecho de McClure            | |
| 74°7′N 117°0′O / 74.117, -117.000   | Canadá                         | Territorios del Noroeste - Banks Island                                                                   |
| 73°7′N 117°0′O / 73.117, -117.000   | Estrecho del Príncipe de Gales | |
| 72°57′N 117°0′O / 72.950, -117.000  | Canadá                         | Territorios del Noroeste - Isla Victoria                                                                  |
| 70°32′N 117°0′O / 70.533, -117.000  | Prince Albert Sound            | |
| 70°6′N 117°0′O / 70.100, -117.000   | Canadá                         | Territorios del Noroeste - Isla Victoria Nunavut - Isla Victoria Territorios del Noroeste - Isla Victoria |
| 69°41′N 117°0′O / 69.683, -117.000  | Dolphin and Union Strait       | |
| 68°54′N 117°0′O / 68.900, -117.000  | Canadá                         | Nunavut Territorios del Noroeste Alberta Columbia Británica                                               |
| 49°0′N 117°0′O / 49.000, -117.000   | Estados Unidos                 | Idaho Washington Oregón Idaho Oregón Idaho Nevada California                                              |
| 32°33′N 117°0′O / 32.550, -117.000  | México                         | Baja California                                                                                           |
| 32°16′N 117°0′O / 32.267, -117.000  | Océano Pacífico                | |
| 60°0′S 117°0′O / -60.000, -117.000  | Océano Antártico               | |
| 73°57′S 117°0′O / -73.950, -117.000 | Antártida                      | Territorio no reclamado                                                                                   |